# 横山正和
横山 正和（よこやま まさかず、1948年 - 2020年3月3日）は、日本の音響効果技師。サウンドエフェクト横山を開設していた。
以前はE&Mプランニングセンターに所属していた。

## 概要
主に東京ムービー（トムス・エンタテインメント）やサンライズが制作するアニメ作品の音響効果制作を担当している。また、AUDIO PLANNING Uや東北新社が音響制作担当のアニメ作品に多く参加している。
連名でクレジットされる横山亜紀は実娘。
APU所属時代の小林克良や小林の師である浦上靖夫から起用されることが多かった。
サウンドエフェクト横山に所属ではなく、「サウンドエフェクト横山」という個人事務所を開設している。実写、バラエティー、報道などの音響効果の株式会社サウンドエフェクトとは別の組織である。過去に宮下義和、五十嵐禎の2人の弟子がいた。
2020年3月3日に死去。72歳。晩年まで関与していた『名探偵コナン』については、後任としてE&M時代の後輩にあたる石野貴久（2021年現在、ちゅらサウンド所属）が引き継いだ。
2024年に公開された映画『名探偵コナン 100万ドルの五稜星』のエンディング・ロールには、2023年12月に死去した娘と連名で「In memory of 横山正和　横山亜紀」という一文が添えられている。

## 主な担当作品（E&M時代除く）
- サンダーバード　※科学救助隊テクノボイジャーのパイロット版。DVD-BOXに映像のみ収録されている。
- 名探偵コナン (ytv-NNS)
- 焼きたて!!ジャぱん (TX)
- こてんこてんこ (TX)
- ガラスの仮面 (TX)
- ブレンパワード (WOWOW)
- 海がきこえる
- 華星夜曲
- 三つ目がとおる (TX)
- 緊急発進セイバーキッズ (TX)
- 太陽の使者 鉄人28号（NTV）
- 超電動ロボ 鉄人28号FX (NTV)
- 疾風!アイアンリーガー (TX)
- ヤマトタケル（TBS）
- ぼくの地球を守って
- サッカーフィーバー (NHK)
- レッドバロン (NTV)
- 行け!稲中卓球部 (TBS)
- バーチャファイター (TX)
- 怪盗セイント・テール (ABC-ANN)
- こどものおもちゃ（TX)
- B'T-X (TBS)
- わんころべえ (UHF)
- 忍ペンまん丸 (ANB)
- B'T-X NEO
- 絶滅の島
- ドラえもん映画作品
  - 帰ってきたドラえもん
  - のび太の結婚前夜
  - おばあちゃんの思い出
  - がんばれ!ジャイアン!!
  - ぼくの生まれた日
- スレイヤーズシリーズ（劇場版、OVA）
  - 劇場版スレイヤーズ
  - スレイヤーズRETURN
  - スレイヤーズぐれえと
  - スレイヤーズごぅじゃす
  - スレイヤーズすぺしゃる
  - スレイヤーズえくせれんと
- 週刊ストーリーランド　(NTV) ※複数の短編アニメを放映する形式のため、別の話を担当したフィズサウンドクリエイションの松田昭彦と連名でクレジット。
- デビルマンレディー (MBS-UHF)
- 人形草紙あやつり左近
- PROJECT ARMS (TX)
- 高橋留美子劇場 (TX)
- 高橋留美子劇場 人魚の森
- ブラック・ジャック2時間スペシャル 〜命をめぐる4つの奇跡〜
- 天使な小生意気 (TX)
- アズサ、お手伝いします!
- 愛してるぜベイベ★★ (UHF)
- プレイボール (UHF)
- フレンズ（海外ドラマ、日本語吹き替え版）
- まもって!ロリポップ (UHF)
- 古代王者 恐竜キング Dキッズ・アドベンチャー (NBN-ANN)
- CLANNAD（クラナド）（劇場版）
- ゴルゴ13（TX）
- うる星やつら ザ・障害物水泳大会
- ニャニがニャンだー ニャンダーかめん (NBN-ANN)
- 源氏物語千年紀 Genji (CX)
- COBRA THE ANIMATION
- まじっく快斗
- ふるさと再生 日本の昔ばなし
- それでも世界は美しい
- パロルのみらい島